# Домрачевка
Домрачевка (баш. Домрачевка) — деревня в Федоровском районе Республики Башкортостан Российской Федерации. Входит в состав Верхнеяушевского сельсовета.

## География

### Географическое положение
Расстояние до:
- районного центра (Фёдоровка): 22 км,
- центра сельсовета (Верхнеяушево): 15 км,
- ближайшей ж/д станции (Мелеуз): 88 км.

## Население
| 2010 |
| ---- |
| 0    |